# HRT F111
Der HRT F111 war der zweite Formel-1-Rennwagen von HRT. Der in der Saison 2011 eingesetzte Wagen wurde von Geoff Willis und Paul White konstruiert, die in erheblichem Umfang auf zugelieferte Komponenten zurückgriffen.

## Technik
Wie bereits im Vorjahr kam der Achtzylindermotor vom Typ CA2011 von Cosworth, das Getriebe und die Hydraulik wurden nunmehr von Williams übernommen. Nach Darstellung von Teamdirektor Colin Kolles war der Wagen „zu 95 Prozent neu“ entwickelt worden; der technische Berater Geoff Willis sprach dagegen im April 2011 von einer Erneuerungsquote von 80 Prozent. Beobachter waren ungeachtet dessen der Ansicht, dass der HRT F111 unter anderem im Bereich des Monocoques weitgehend mit dem bei Dallara konstruierten Vorgängermodell übereinstimmte. Auf den Einsatz von KERS wurde verzichtet.

## Fahrer
Zu Beginn der Saison bildeten der Inder Narain Karthikeyan und der Italiener Vitantonio Liuzzi das Fahrerduo für den F111. Nach dem Großen Preis von Europa übernahm dann der Australier Daniel Ricciardo das Cockpit von Karthikeyan.
Im weiteren Saisonverlauf ersetzte Karthikeyan beim Großen Preis von Indien einmalig Liuzzi.

## Saison 2011
Der Saisonstart verlief für HRT nicht gut. Da der Wagen nur sehr spät fertiggestellt wurde, wurden die Autos erstmals in der Box vor dem Großen Preis von Australien zusammengebaut. So konnte z. B. die für den HRT F111 entwickelte neue Nase nicht eingesetzt werden, weil sie die erforderlichen Crashtests nicht überstanden hatte. Der HRT F111 erschien in Australien daraufhin mit der Nase des HRT F110. Auch im Bereich der Aufhängung musste improvisiert werden. Beide Fahrer scheiterten jedoch beim Qualifying an der 107-Prozent-Zeit.
Beim zweiten Rennen in Malaysia qualifizierten sich beide Fahrer für das Rennen und starteten aus der letzten Startreihe. Keiner der beiden beendete das Rennen – Karthikeyan beendete das Rennen nach 14 Runden mit Problemen bei der Kühlung, Liuzzi gab acht Runden vor Schluss Wegen eines Schadens am Heckflügel auf.
In den folgenden Rennen konsolidierte sich das Team und konnte mit dem HRT F111 gelegentlich eine bessere Qualifikationszeit erreichen als das Konkurrenzteam Marussia Virgin.
Beim Großen Preis von Kanada kam Liuzzi in einem Rennen unter schwierigen Witterungsbedingungen als 13. ins Ziel, was die beste Platzierung der gesamten Saison bedeutete. Dank dieser Platzierung stand man am Ende der Saison in der Konstrukteurswertung vor Virgin auf Platz elf.
Insgesamt nahm der HRT F111 an 18 der 19 Rennen teil. Keiner der Piloten erreichte ein Punkteplatzierung. Achtmal fiel ein HRT F111 aus, siebenmal davon aus technischen Gründen.

## Ergebnisse
| Fahrer               | Nr.                  | 1   | 2   | 3  | 4  | 5   | 6  | 7  | 8  | 9  | 10  | 11 | 12  | 13  | 14 | 15 | 16 | 17 | 18  | 19  | Punkte | Rang |
| -------------------- | -------------------- | --- | --- | -- | -- | --- | -- | -- | -- | -- | --- | -- | --- | --- | -- | -- | -- | -- | --- | --- | ------ | ---- |
| Formel-1-Saison 2011 | Formel-1-Saison 2011 |     |     |    |    |     |    |    |    |    |     |    |     |     |    |    |    |    |     |     | —      | 11.  |
| N. Karthikeyan       | 22                   | DNQ | DNF | 23 | 21 | 21  | 17 | 17 | 24 |    |     |    |     |     |    |    |    | 17 |     |     | —      | 11.  |
| D. Ricciardo         | 22                   |     |     |    |    |     |    |    |    | 19 | 19  | 18 | DNF | NC  | 19 | 22 | 19 |    | DNF | 20  | —      | 11.  |
| V. Liuzzi            | 23                   | DNQ | DNF | 22 | 22 | DNF | 16 | 13 | 23 | 18 | DNF | 20 | 19  | DNF | 20 | 23 | 21 |    | 20  | DNF | —      | 11.  |
| D. Ricciardo         | 23                   |     |     |    |    |     |    |    |    |    |     |    |     |     |    |    |    | 18 |     |     | —      | 11.  |

| Legende  | Legende            | Legende                                                          |
| Farbe    | Abkürzung          | Bedeutung                                                        |
| -------- | ------------------ | ---------------------------------------------------------------- |
| Gold     | –                  | Sieg                                                             |
| Silber   | –                  | 2. Platz                                                         |
| Bronze   | –                  | 3. Platz                                                         |
| Grün     | –                  | Platzierung in den Punkten                                       |
| Blau     | –                  | Klassifiziert außerhalb der Punkteränge                          |
| Violett  | DNF                | Rennen nicht beendet (did not finish)                            |
| Violett  | NC                 | nicht klassifiziert (not classified)                             |
| Rot      | DNQ                | nicht qualifiziert (did not qualify)                             |
| Rot      | DNPQ               | in Vorqualifikation gescheitert (did not pre-qualify)            |
| Schwarz  | DSQ                | disqualifiziert (disqualified)                                   |
| Weiß     | DNS                | nicht am Start (did not start)                                   |
| Weiß     | WD                 | zurückgezogen (withdrawn)                                        |
| Hellblau | PO                 | nur am Training teilgenommen (practiced only)                    |
| Hellblau | TD                 | Freitags-Testfahrer (test driver)                                |
| ohne     | DNP                | nicht am Training teilgenommen (did not practice)                |
| ohne     | INJ                | verletzt oder krank (injured)                                    |
| ohne     | EX                 | ausgeschlossen (excluded)                                        |
| ohne     | DNA                | nicht erschienen (did not arrive)                                |
| ohne     | C                  | Rennen abgesagt (cancelled)                                      |
| ohne     | keine WM-Teilnahme |                                                                  |
| sonstige | P/fett             | Pole-Position                                                    |
| sonstige | 1/2/3/4/5/6/7/8    | Punktplatzierung im Sprint-/Qualifikationsrennen                 |
| sonstige | SR/kursiv          | Schnellste Rennrunde                                             |
| sonstige | *                  | nicht im Ziel, aufgrund der zurückgelegten Distanz aber gewertet |
| sonstige | ()                 | Streichresultate                                                 |
| sonstige | unterstrichen      | Führender in der Gesamtwertung                                   |